# Isochariesthes breuningstefi
Isochariesthes breuningstefi är en skalbaggsart som först beskrevs av Teocchi 1985.  Isochariesthes breuningstefi ingår i släktet Isochariesthes och familjen långhorningar.
Artens utbredningsområde är:
- Botswana.
- Zimbabwe.

Inga underarter finns listade i Catalogue of Life.